# Día Internacional del Recuerdo de la Trata de Esclavos y de su Abolición
El Día Internacional del Recuerdo de la Trata de Esclavos y de su Abolición es una jornada internacional que se celebra el 23 de agosto desde 1998, tras ser establecida en 1997 por la UNESCO.

## Proclamación
El Día Internacional del Recuerdo de la Trata de Esclavos y de su Abolición fue proclamado por la UNESCO en su 29.ª Conferencia General de 1997.Esta conmemoración se proclamó en el marco del proyecto intercultural Las Rutas de las personas esclavizadas. El objetivo de este día es inscribir en la memoria colectiva lo que supuso el comercio de esclavos, reflexionar sobre sus causas históricas, métodos y consecuencias, y analizar las interacciones que originó entre África, Europa, las Américas y el Caribe.

## Celebración
Este día se celebra el 23 de agosto. La fecha fue elegida porque en la noche del 22 al 23 de agosto de 1791 comenzó una sublevación en Saint Domingue (actual República de Haití), un evento crucial para la abolición del comercio transatlántico de esclavos. La primera celebración tuvo lugar en Haití el 23 de agosto de 1998, seguida por Senegal en la Isla de Gorea el 23 de agosto de 1999. Desde entonces, se realizan actos en diversos países, organizados por los Ministerios de Cultura con la participación de jóvenes, educadores, artistas e intelectuales, bajo la invitación de la directora general de la UNESCO.